# Göte Augustsson

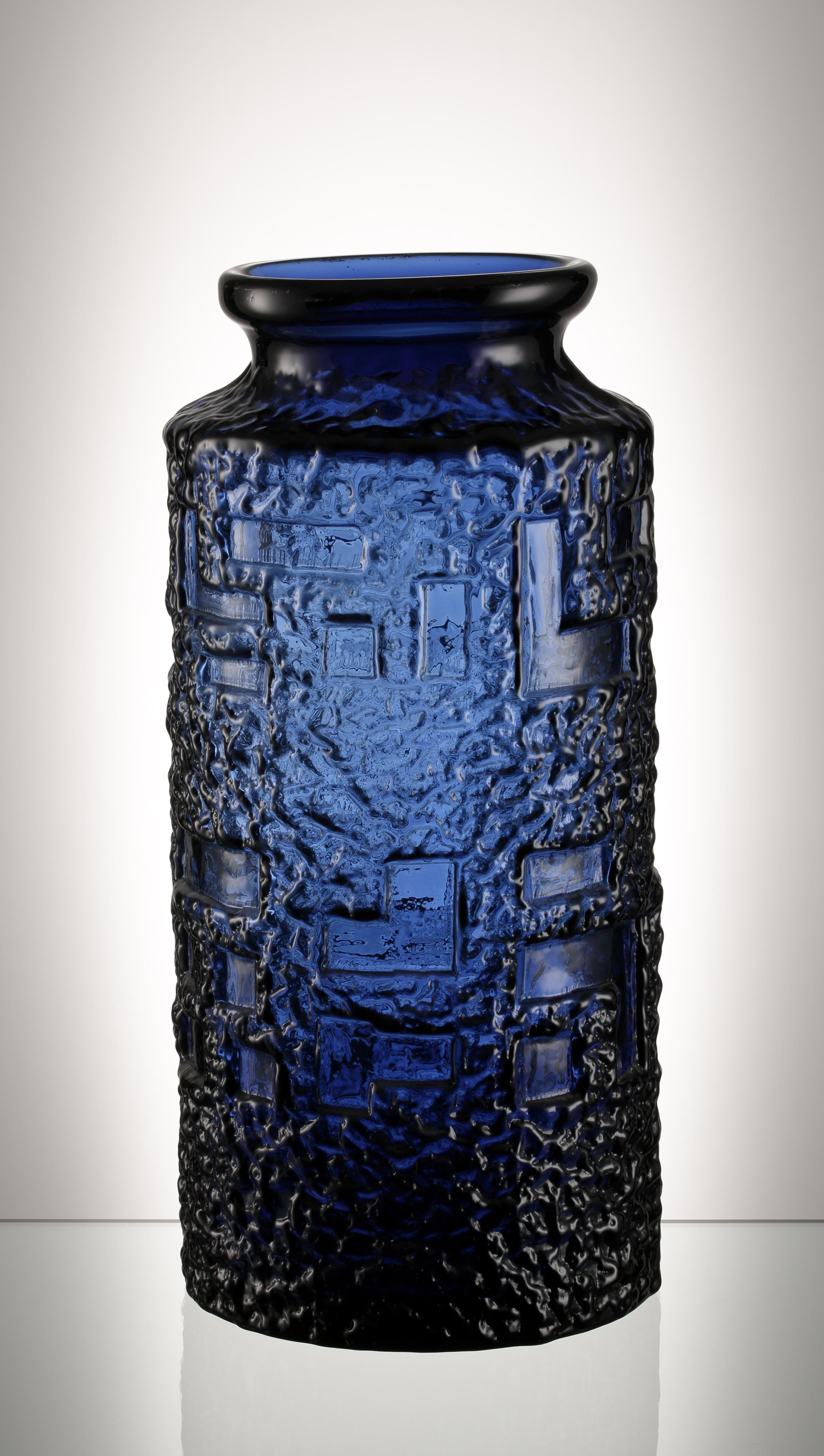
Hög blå golvvas av glas i serien Cobolt, formgiven av Göte Augustsson för Ruda glasbruk 1960.

Göte Ulf Vilhelm Augustsson , född 4 januari 1917 i Madesjö församling i Kalmar län, död 3 april 2004 i Högsby församling i Kalmar län, var en svensk formgivare och var hyttmästare i tredje generationen. Han var självlärd och hade inte gått på några konstskolor. 
Augustsson var verksam vid Ruda glasbruk och är främst känd för sina glasserier från 1960-talet, Cobolt, Grön Rustik, Demant, Orient och Selena. Alla serierna framställdes med kolsnittsteknik, en gammal teknik där dekoren graveras i de mjuka kolformarna vilka var billiga att producera, Därefter fastblåses föremålen i formarna vilket gör att dessa slits och inte har så lång livslängd. Augustsson finns representerad vid bland annat Nationalmuseum i Stockholm.
Under andra världskriget var han även verksam hos Jungnerkoncernen i Oskarshamn.
Han var från 1943 gift med Tyra Eivor Ingeborg Augustsson (1919–2008). Makarna är begravda på Nybro kyrkogård.